# Роветта (Ломбардия)
Роветта (итал. Rovetta) — коммуна в Италии, находится в регионе Ломбардия, подчиняется административному центру Бергамо.
Население составляет 3370 человек, плотность населения составляет 147 чел./км². Занимает площадь 23 км². Почтовый индекс — 24020. Телефонный код — 0346.
Покровителем коммуны почитается Собор всех святых. Праздник ежегодно празднуется 1 ноября.

## Города-побратимы
- Вилафан, Испания